# City Morgue
City Morgue sono stati un duo Trap metal statunitense di New York City. I suoi membri erano ZillaKami e SosMula. Il loro album di debutto Hell Or High Water è stato pubblicato il 12 ottobre 2018.

## Storia
Prima della formazione di City Morgue nel 2016, ZillaKami ha lavorato a lungo con 6ix9ine nella scena hip-hop underground di New York City e ha fatto da ghostwriter per molte delle prime canzoni di 6ix9ine. L'altro suo collaboratore era il suo fratellastro maggiore Peter Rogers, conosciuto professionalmente come Righteous P, il CEO dell'etichetta musicale Hikari-Ultra.  I fratelli hanno litigato con 6ix9ine dopo che si è rifiutato di rimborsare i soldi dovuti e ha strappato le parti strumentali dal gruppo. In risposta, ZillaKami e altri detrattori hanno diffuso pubblicamente fotografie ed informazioni sulle accuse di abusi sessuali su minori di 6ix9ine.
ZillaKami aveva incontrato Vinicius Sosa, conosciuto professionalmente come SosMula, nel primo giorno in cui quest’ultimo era uscito di prigione, e aveva iniziato a creare canzoni qualche tempo dopo aver incontrato il produttore discografico Sami, conosciuto professionalmente come Thraxx. Insieme, il trio aveva realizzato molti progetti, rilasciando inizialmente una traccia ogni domenica come le più famose Shinners 13, 33rd Blakk Glass e Sk8 Head, le quali furono inserite in seguito nel loro album di debutto “City Morgue Vol 1: Hell or High Water” uscito nell’ottobre del 2018. ZillaKami è stato anche presentato nel singolo del 2018 di Denzel Curry " Vengeance ". Il 19 novembre 2018, City Morgue ha esaurito il suo primo spettacolo da headliner a New York City al Saint Vitus Bar di Brooklyn.
City Morgue è stato poi presentato nel $uicideboy$ GREY DAY a partire dal 24 luglio 2019 e fino al 24 agosto 2019. Erano presenti per tutti gli spettacoli meno: Norfolk, VA, Des Moines, Ia, e gli spettacoli di Montréal con ZillaKami affermando che non gli era permesso in Canada Il 13 dicembre 2019, City Morgue ha pubblicato il loro secondo album City Morgue Vol. 2: As Good As Dead .
Il 23 luglio 2020, City Morgue ha pubblicato un video per "HURTWORLD '99", che fungeva da singolo principale per il loro mixtape TOXIC BOOGALOO che è stato rilasciato il 31 luglio 2020. Hanno anche pubblicato video per The Electric Experience e Yakuza rispettivamente il 5 e il 12 agosto 2020.

## Stile musicale
La musica del duo era stata classificata come punk rap, trap metal, hardcore rap, e nu metal, spesso contenente elementi di metal estremo e shock rock . Durante un'intervista, hanno affermato che la loro musica "è solo una versione moderna del nu-metal". È più trap, con più 808". In un articolo per Revolver, la loro musica è stata descritta come "piena di sintetizzatori nauseabondi, bassi destabilizzanti e battute sconcertanti".  Cat Jones di Kerrang ha descritto la loro musica come "la voce roca di ZillaKami è punteggiata dal registro acuto di SosMula su campioni di metal in un modo che sembra terrificante e affascinante allo stesso tempo". Tom Breihan degli Stereogum, ha detto che la loro musica "prende tutte le tendenze di merda da schifo della giovane scena rap di SoundCloud, e fanno esplodere quella roba a dismisura, urlando su droga e omicidio con rabbiosa ferocia ". La rivista Respect ha detto che "girano storie gothic hood, richiamando l'intramontabile hip-hop della East Coast, ma accentuato dal loro caratteristico bordo scuro metallico".
Il gruppo è influenzato da punk rock, hardcore punk, nu metal e hardcore hip hop, citando specificamente influenze come Behemoth, Slipknot, Title Fight, DMX, Radiohead, Onyx, Eminem e Tyler, the Creator.

## Discografia

### Album in studio
| Title                                   | Release date      |
| --------------------------------------- | ----------------- |
| CITY MORGUE VOL 1: HELL OR HIGH WATER   | October 12, 2018  |
| CITY MORGUE VOL 2: AS GOOD AS DEAD      | December 13, 2019 |
| TOXIC BOOGALOO                          | July 31, 2020     |
| CITY MORGUE VOL 3: BOTTOM OF THE BARREL | October 15, 2021  |

### EP
| Title       | Release Date    |
| ----------- | --------------- |
| Be Patient. | August 19, 2018 |